# Józef Daniel
Józef Daniel (Danjell) (ur. 31 stycznia 1893 w Rawie Mazowieckiej, zm. 17 sierpnia 1978 w Krakowie) – polski aktor teatralny i filmowy, inspicjent.

## Życiorys
Ukończył cztery klasy gimnazjum w Rawie Mazowieckiej, a następnie odbył służbę wojskową. W latach 1914–1944 pracował w Warszawie, głównie jako inspicjent, grywając również epizodyczne role teatralne. W tym okresie był członkiem zespołów: Teatru Polskiego (1914–1917, 1918–1920, 1923–1926), Teatru Praskiego (1918), Teatru Wojskowego YMCA (1920), Teatru Maska (1922), Teatru Komedia (1922–1923) oraz teatrów TKKT, głównie Teatru Letniego (1936–1939). Po wybuchu II wojny światowej pracował w warszawskich teatrów jawnych: Teatrze Miasta Warszawy (1940–1942), Maska (1942–1944) oraz Nowym (1944). Następnie przeniósł się do Skawiny, gdzie do 1945 roku pracował jako portier.
Po zakończeniu wojny zamieszkał w Krakowie, gdzie w 1972 roku pracował w Starym Teatrze im. Heleny Modrzejewskiej. Ponadto w latach 1946-1954 był zatrudniony w Teatrze im. Juliusza Słowackiego. W 1963 roku wystąpił w jednym spektaklu Teatr Telewizji, występował także w radiu.

## Filmografia
- Gromada (1951)
- Pościg (1953) - chłop-panikarz
- Podhale w ogniu (1955)